# Claudio Marangoni
Claudio Óscar Marangoni (Rosário, 17 de novembro de 1954) é um ex-futebolista argentino.

## Biografia
Iniciou a carreira no Chacarita Juniors, como centroavante, posteriormente recuando de posição até fixar-se como volante. Foi contratado em 1976 pelo San Lorenzo, onde se tornou um dos melhores jogadores da história do clube na posição, demonstrando elegância, mas sem hesitar em impôr jogadas mais ríspidas quando necessário. Também demonstrava habilidade na área adversária, somando um bom número de gols para um meia recuado: marcou 25 em 135 partidas pelos azulgranas, tendo sido inclusive o artilheiro do elenco já em 1976.
Manteve titularidade na equipe de Boedo desde sua chegada até sair em 1980, contratado pelo Sunderland, da Inglaterra em meio a uma grande crise institucional no San Lorenzo que culminaria no rebaixamento do time no ano seguinte, o primeiro de um dos cinco grandes do futebol argentino. Ainda em 1979, a instituição teve de deixar o bairro de Boedo depois de 60 anos, com as dívidas lhe obrigando a vender seu tradicional estádio Gasómetro.
Após uma temporada na Grã-Bretanha, regressou à Argentina para jogar justamente no arquirrival sanlorencista, o Huracán. A despeito de seu passado no San Lorenzo, seus movimentos elegantes logo lhe fizeram conquistar os torcedores quemeros, rapidamente transformando as dúvidas em torno de si em aplausos. Em 1982, acertou sua ida ao Independiente. Ali, formou um meio-de-campo dos mais celebrados do clube, juntamente com Ricardo Giusti, Jorge Burruchaga e Ricardo Bochini, sendo ele justamente o único a ficar de fora da Copa do Mundo de 1986. Ganhou um campeonato argentino em 1983, com o especial sabor de o título ter sido assegurado em um clássico de Avellaneda com o Racing rebaixado. No ano seguinte, faturou a sétima Libertadores e a segunda Intercontinental dos diablos. Sua saída para o Boca Juniors, em 1988, depois de 264 partidas, revoltou a torcida.
No ano seguinte, conquistou a Supercopa Libertadores justamente frente a seu ex-clube de Avellaneda. O torcedor boquense, que tantou sofreu com ele como adversário, o adotou. Marangoni faturou também uma Recopa na equipe da ribeira e ficou reconhecido como um antecessor de Fernando Gago e Éver Banega como ídolo na posição de volante do clube auriazul.
Identificou-se tanto com o novo time que mesmo anos depois de deixar o Independiente, ainda prefere não comparecer aos jogos do Rojo com seu filho, torcedor deste clube, com medo de represálias. Encerrou a carreira no Boca, em um trágico reencontro com o San Lorenzo, no dia em que um torcedor xeneize morreu no estádio.
Fora do futebol, Marangoni também foi ou é cinesiólogo, fisiatra e professor de inglês.